# Meiental
Meiental är en dal i Schweiz.   Den ligger i kantonen Uri, i den centrala delen av landet, 90 km öster om huvudstaden Bern.
Trakten runt Meiental består i huvudsak av gräsmarker. Runt Meiental är det glesbefolkat, med 17 invånare per kvadratkilometer.